# Cantoria
Cantoria är ett släkte av ormar. Cantoria ingår i familjen Homalopsidae.
Arter enligt Catalogue of Life:
- Cantoria annulata
- Cantoria violacea

Enligt The Reptile Database flyttas Cantoria annulata till släktet Djokoiskandarus och endast Cantoria violacea blir kvar i detta släkte.